# Наши любимые
«На́ши люби́мые» (инципит «Не обижайте любимых упрёками…») — песня композитора Давида Тухманова на слова Игоря Шаферана, вошедшая в саундтрек художественного фильма «Эта весёлая планета» (1973) в исполнении Владимира Мулявина и ансамбля «Песняры». В 1974 году песня была издана на втором авторском альбоме Тухманова «Эта весёлая планета», в который, кроме саундтрека одноимённого фильма, вошли и другие песни композитора.

## История
Музыка Давида Тухманова

Слова Игоря Шаферана

Не обижайте любимых упреками,

Бойтесь казаться любимым жестокими.

Очень ранимые,

Очень ранимые

Наши любимые.

<…>
Песня «Наши любимые» была написана композитором Давидом Тухмановым на слова Игоря Шаферана предположительно в 1973 году и в том же году вошла в саундтрек фильма «Эта весёлая планета» в исполнении вокально-инструментального ансамбля «Песняры» с сольным вокалом руководителя ансамбля Владимира Мулявина. Инсценированное выступление ансамбля вошло непосредственно в ткань фильма. В 1974 году Давид Тухманов включил песню в свой второй авторский альбом «Эта весёлая планета», куда вошли и другие песни композитора.
До выхода авторского тухмановского диска-гиганта запись песни в исполнении «Песняров» появилась в начале 1974 года на гибкой пластинке (ГД 0003935-6) «Белый танец (песни Д. Тухманова)» и сборнике, диске-гиганте (33Д 035363-4) «Разговор со счастьем». Запись «Песняров» затем неоднократно переиздавалась, в том числе во 2-м номере журнала «Кругозор» за 1976 год (10-я звуковая страница, Г92-05239-40), на диске-гиганте (С60 06861-62) «Песни на стихи Игоря Шаферана» (1976), диске-гиганте (С90-07997-8), сборнике «Есть глаза у цветов» (1976).

В год появления песни её исполнила Мария Пахоменко в своём фильме-концерте «Спойте нам песни свои» на Ленинградском телевидении — в аранжировке, отличной от мулявинской. В январе 1974 года на фирме «Мелодия» вышла гибкая пластинка (ГД 0003859-60) «Мария Пахоменко» с тремя песнями в её исполнении, включая песню «Наши любимые» (первая запись мулявинского исполнения появилась лишь месяц спустя, в феврале 1974 года, на гибкой пластинке «Белый танец (песни Д. Тухманова)»). В том же 1974 году пахоменковская запись песни появилась и на её диске-гиганте (С 04723-4) «Мария Пахоменко».
В 1974 году «Наши любимые» были записаны вокальным квартетом «Аккорд» для миньона (С62-04915-16) фирмы «Мелодия» «Вокальный квартет „Аккорд“», а в 1975 года эта запись была включена в состав диска-гиганта (С60-05911-12) с тем же названием.
В 1970-е годы песня «Наши любимые» получила широкое распространение в среде любительских музыкальных коллективов и исполнялась ими повсеместно практически на всей территории СССР.

## Кавер-версии
Новую аранжировку песни «Наши любимые» сделали «Белорусские песняры», отколовшиеся в 1998 году от основного состава «Песняров». Песню сольно исполняет Пётр Елфимов, непродолжительное время в 2003—2004 годах, после смерти Владимира Мулявина, работавший в «Песнярах». Елфимов пел «Наши любимые» на концерте памяти Владимира Мулявина 12 января 2015 года; пел её также в дуэте с Анастасией Чеважевской. Песню поёт кавер-группа «Новые Самоцветы» с солирующим вокалом Яны Дайнеко — падчерицы участника «Песняров» (1977—1998) и «Белорусских песняров» (с 1998) Валерия Дайнеко.
Песню периодически исполняет композитор и певец Игорь Николаев. Николаев пел «Наши любимые» на творческом вечере, посвящённом 70-летию Давида Тухманова, 30 июля 2010 года в рамках фестиваля «Новая волна».
Песня исполнялась группой «Чиж & Co».
- «Белорусские песняры»
- Пётр Елфимов
- «Новые Самоцветы»
- Игорь Николаев
- «Чиж & Co»

## Пародии и копии
В концертной программе 2012 года «В мире животных» группа «НОМ», выступающая в стиле «ироничного рока», с привычным для себя «издевательством над советской классикой» исполняла песню «Наши любимые» с изменённым текстом: «Хоть наша жизнь — не течение плавное, / Пусть будет в ней что-то более главное, / Чем эти милые / Неистребимые / Наши любимые».
В 2014 году Юрий Гальцев в образе Владимира Мулявина исполнил песню «Наши любимые» в телепрограмме «Точь-в-точь». Копирование (по правилам передачи) мулявинского исполнения не обошлось у Гальцева без элементов пародии.

## Видео
«Песняры»
- Фрагмент фильма «Эта весёлая планета» с песней «Наши любимые» в исполнении Владимира Мулявина и «Песняров» (1973)

Мария Пахоменко
- Фрагмент фильма-концерта Ленинградского телевидения «Спойте нам песни свои» с песней «Наши любимые» в исполнении Марии Пахоменко (1973)

Пётр Елфимов
- Выступление Петра Елфимова с песней «Наши любимые» в концерте памяти Владимира Мулявина 12 января 2015 года
- Выступление Петра Елфимова с песней «Наши любимые» в телепрограмме «Романтика романса» (2015)
- Выступление Петра Елфимова и Анастасии Чеважевской с песней «Наши любимые» на концерте в Муроме 2 июля 2016 года

«Новые Самоцветы»
- Выступление кавер-группы «Новые Самоцветы» с песней «Наши любимые» в телепрограмме «Добрый вечер, Москва» (2010)

Игорь Николаев
- Выступление Игоря Николаева с песней «Наши любимые» на творческом вечере, посвящённом 70-летию Давида Тухманова, в рамках фестиваля «Новая волна 2010» 30 июля 2010 года
- Выступление Игоря Николаева с песней «Наши любимые» в телепрограмме «Музыкальный ринг» (2016)

Юрий Гальцев
- Выступление Юрия Гальцева в образе Владимира Мулявина с песней «Наши любимые» в телепрограмме «Точь-в-точь» (2014)